# Torbjørn Løkken
Pour les articles homonymes, voir Løkken.
Torbjørn Løkken, né le 28 juin 1963 à Biri (en), est un coureur norvégien du combiné nordique. Il est notamment vainqueur de la Coupe du monde en 1987 et champion du monde en individuel la même année.

## Biographie
Membre du club Biri Il, il prend le départ de sa première Coupe du monde en décembre 1984 à Planica (8e). Il frôle ensuite le podium à Saint-Moritz, terminant quatrième.
En décembre 1986, il remporte sa première épreuve dans la Coupe du monde (et aussi premier podium) à Canmore. Il est ensuite deuxième à Reit im Winkl, puis de nouveau vainqueur à Autrans et Falun et pour finir troisième à Oslo en Norvège. Il sécurise le gain du classement général au profit du tenant du titre Hermann Weinbuch. Aux Championnats du monde 1987 à Oberstdorf, il confirme sa domination par un titre sur l'épreuve individuelle, auquel il ajoute une médaille d'argent à la compétition par équipes. Il obtient son unique titre de champion de Norvège en individuel cet hiver.
Pour ses performances, il reçoit la Médaille Holmenkollen
En 1988, il ajoute deux victoires de Coupe du monde à son actif, dont une à Holmenkollen (pour son neuvième et ultime podium) et une participation aux Jeux olympiques de Calgary, où il est sixième en individuel et quatrième par équipes. Il court sa dernière manche de Coupe du monde en fin d'année 1989.
S'il est resté impliqué dans le ski, entraînant des jeunes skieurs, il souffre de problèmes sérieux d'addiction avec les drogues et l'alcool.

## Palmarès

### Jeux olympiques
| Épreuve / Édition | Calgary 1988 |
| Individuel        | 6e           |
| Par équipes       | 4e           |

### Championnats du monde
| Épreuve / Édition | Oberstdorf 1987 |
| Individuel        | Or              |
| Par équipes       | Argent          |

### Coupe du monde
- 1 globe de cristal : Vainqueur du classement général en 1987.
- 9 podiums individuels : 5 victoires, 2 deuxièmes places et 2 troisièmes places.

#### Détail des victoires
| Année | Lieu                                                |
| 1987  | Canmore (Canada), Autrans (France) et Falun (Suède) |
| 1988  | Saint-Moritz (Suisse) et Holmenkollen (Norvège)     |

#### Différents classements en Coupe du monde
| Année     | Classement général final |
| 1984-1985 | 8e                       |
| 1985-1986 | 27e                      |
| 1986-1987 | 1er                      |
| 1987-1988 | 2e                       |
| 1989-1990 | 22e                      |